# Zoran Pavlović
Zoran Pavlović (Tuzla, 27 juni 1976) is een Sloveens voormalig voetballer die speelde als middenvelder.

## Carrière
Pavlović speelde gedurende zijn 27-jarige loopbaan voor maar liefst 20 clubs. Voor 2000 speelde hij voor Rudar Velenje en Dinamo Zagreb. Tussen 2000 en 2010 speelde hij voor clubs uit Oostenrijk, Oekraïne, Tsjechië, Slovenië en Duitsland; hij speelde voor FK Austria Wien, SV Austria Salzburg, NK Nafta 1903, Interblock Ljubljana, NK Maribor, NK Drava Ptuj en NK Celje.
Nadien speelde hij nog voor voor clubs uit Oostenrijk en Slovenië; hij speelde voornamelijk nog in de lagere regionen bij SV Schwanberg, SV Sulmtal-Koralm, AC Linden, GASV Pölfing-Brunn, SV Heimschuh en NK Smartno 1928.
Hij speelde 21 interlands voor Slovenië waarmee hij deelnam aan het WK voetbal 2002.

## Erelijst
- NK Rudar Velenje
  - Sloveense voetbalbeker: 1998
- Dinamo Zagreb
  - Landskampioen: 2000
  - Kroatische voetbalbeker: 2001
- NK Maribor
  - Landskampioen: 2009
  - Sloveense supercup: 2009

1 Simeunovič ·
2 Sankovič ·
3 Milinovič ·
4 Vugdalić ·
5 Galič ·
6 Knavs ·
7 Novak ·
8 A. Čeh  ·
9 Osterc ·
10 Zahovič ·
11 Pavlin ·
12 Dabanovič ·
13 Rudonja ·
14 Gajser ·
15 Tavčar ·
16 Tiganj ·
17 Pavlović ·
18 Ačimovič ·
19 Karič ·
20 N. Čeh ·
21 Cimirotič ·
22 Nemec ·
23 Bulajič ·
Coach: Katanec